# Riccardo Tisci

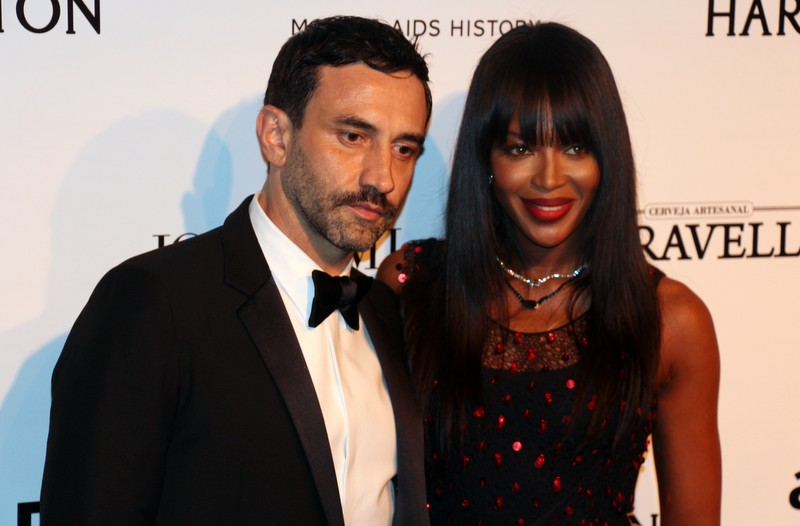
Riccardo Tisci mit Naomi Campbell, 2015

Riccardo Tisci (* 8. August 1974 in Tarent, Apulien, Italien) ist ein italienischer Modedesigner.

## Leben
Tisci wuchs mit acht Geschwistern in Cermenate in der Nähe von Como in Norditalien auf und ging im Alter von 17 Jahren nach London, wo er 1999 seine Studien am Central Saint Martins College of Art and Design abschloss. In der Folgezeit arbeitete er für verschiedene Unternehmen wie Puma, bevor er drei Jahre lang für die italienische Firma Ruffo Research tätig war. Im Juli 2004 startete er seine eigene Firma, deren Kollektion in der Mailänder Fashion Week 2005/2006 gezeigt wurde. Von 2005 bis Anfang 2017 war er Kreativdirektor bei Givenchy, wo er für alle Kollektionen inklusive Haute Couture verantwortlich zeichnete. Ein Wechsel zur Versace wurde von der Presse im Frühjahr 2017 vermutet, letztlich aber nicht bestätigt. Anfang 2018 wurde Tisci als Kreativdirektor von Burberry bestätigt.
Seit 2008 entwarf Tisci unter anderem die Kostüme der US-amerikanischen Sängerin Madonna. Im gleichen Jahr entwarf er eine Ausgabe für das A Magazine, gefolgt 2011 von einer Ausgabe von Visionaire. Für die Sänger Kanye West und Jay-Z entwarf er die Hülle (Cover) für Watch the Throne ebenso wie für das Label GOOD Music und deren Album Cruel Summer. Kim Kardashian heiratete 2014 in einem von Tisci entworfenen Givenchy-Brautkleid. Seit 2014 kooperiert Tisci mit Nike und entwarf bislang mehrere Turnschuh-Modelle und Bekleidung.
Tisci ist seit seiner Zeit vor Givenchy mit dem italienischen Model Mariacarla Boscono befreundet, die des Öfteren bei seinen Kampagnen zu sehen ist. 2013 schuf er die Kostüme für eine Ballettaufführung des Boléro von Maurice Ravel in der Pariser Opéra Garnier in Zusammenarbeit mit der serbischen Künstlerin Marina Abramović, die von den belgischen Choreographen Sidi Larbi Cherkaoui und Damien Jalet inszeniert wurde.